# 宇野捨二
宇野 捨二（うの すてじ、1876年（明治9年）2月26日 - 1940年（昭和15年）5月7日）は、大日本帝国陸軍軍人。最終階級は陸軍少将。

## 経歴・人物
福井県出身。1897年（明治30年）陸軍士官学校第9期卒業。
1919年（大正8年）1月に奈良連隊区司令官、1921年（大正10年）4月に陸軍歩兵大佐、1922年（大正11年）2月に歩兵第38連隊長を経て、1925年（大正14年）5月1日に陸軍少将に昇進と同時に待命、同月25日に予備役に編入した。